# Жилин Млынок
Жилин Млынок (укр. Жилин Млинок) — село в Козелецком районе Черниговской области Украины. Население 28 человек (на 2001 год), 3 человека (на 2018 год). Занимает площадь 0,171 км². На берегу реки Гнилуша.
Код КОАТУУ: 7422080703. Почтовый индекс: 17045. Телефонный код: +380 4646.

## Власть
Орган местного самоуправления — Беликовский сельский совет. Почтовый адрес: 17044, Черниговская обл., Козелецкий р-н, с. Белики, ул. 70-летия Октября, 2.